# Phanotea latebricola
Phanotea latebricola är en spindelart som beskrevs av Lawrence 1952. Phanotea latebricola ingår i släktet Phanotea och familjen Zoropsidae. Inga underarter finns listade i Catalogue of Life.